# Blanket
Das Blanket (englisch für Decke, Hülle) eines Kernfusionsreaktors liegt innerhalb des Vakuumgefäßes um das Plasma. Es schützt die außerhalb liegenden supraleitenden Spulen und andere Teile vor Hitze und Strahlung. In zukünftigen Fusionskraftwerken soll es weiterhin die gewonnene Neutronenenergie in Wärmeenergie überführen und ist damit Teil des ersten Kühlkreislaufs. Zudem soll das Blanket den Brennstoff Tritium aus Lithium erbrüten.

## Modularer Aufbau, Werkstoffe
Das Blanket muss aus trennbaren Abschnitten (Modulen) bestehen, die für ihren Austausch durch Öffnungen des Vakuumgefäßes passen. Dieser Austausch wird bei Leistungsreaktoren wegen der radioaktiv gewordenen Teile ferngesteuert durch Manipulatoren erfolgen müssen.
Plasmaseitig sind Blankets mit Wolfram oder Beryllium -- Metallen mit sehr hoher Schmelztemperatur -- beschichtet. Bei manchen Konstruktionen ist eine so beschichtete erste Wand separat tauschbar.
Blankets für Leistungsreaktoren müssen Komponenten zum Erbrüten von Tritium und einen Spülkreislauf zur Extraktion des Tritiums enthalten und insgesamt aus niedrigaktivierbaren Werkstoffen bestehen (siehe Kernfusionsreaktor#Anforderungen); insbesondere kann Nickel als Stahlbestandteil nicht verwendet werden, da es unter Bestrahlung mit schnellen Neutronen das relativ langlebig radioaktive Cobalt-60 bildet.

## Energieumwandlung
Im Blanket geben die bei der Kernfusionsreaktion von Tritium und Deuterium freigesetzten schnellen Neutronen ihre Bewegungsenergie durch elastische und unelastische Stöße an Atomkerne ab. Diese Nutzenergie erhöht sich noch um rund 20 % durch den Energiegewinn der Brutreaktion (siehe unten). Die Wärme wird durch ein Kühlmittel abgeführt und z. B. in einem konventionellen Dampfkreislauf mit Turbine und Generator genutzt, um elektrische Energie zu gewinnen.

## Neutronenbilanz, Tritiumbrüten
Die zweite Aufgabe des Blankets ist das Erbrüten von Tritium aus Lithium. Das Brutreaktorkonzept bietet sich für Fusionsreaktoren an, denn der Fusionsbrennstoff Tritium (3H) ist als natürliche Ressource nur in kleinster Menge vorhanden. Er lässt sich jedoch aus dem häufigen Element Lithium mittels Neutronen gewinnen, und Neutronen stehen im Fusionsreaktor nach Abgabe ihrer Energie ohnehin als „Abfall“ zur Verfügung. Für eine Fusionsenergiegewinnung im Großen ist dieser Brutprozess sogar zwingend notwendig, denn es gibt kaum andere Methoden, die nötigen Tritiummengen wirtschaftlich zu erzeugen.
Brutreaktionen treten an beiden Lithium-Isotopen, dem selteneren 6Li (7,5 %) und dem häufigeren 7Li (92,5 %) auf:
{\displaystyle ^{6}\mathrm {Li} +\mathrm {n} \ \rightarrow \ ^{4}\mathrm {He} +{}^{3}\mathrm {H} +4{,}8\;\mathrm {MeV} }
{\displaystyle ^{7}\mathrm {Li} +\mathrm {n} \ \rightarrow \ ^{4}\mathrm {He} +{}^{3}\mathrm {H} +\mathrm {n} '-2{,}5\;\mathrm {MeV} }
Die endotherme (siehe Kernreaktionen) Reaktion am 7Li hat zwar den Vorteil, dass das Neutron nicht verbraucht, sondern mit verringerter Energie wieder freigesetzt wird (wegen seiner verringerten Energie ist es in der Formel mit n' bezeichnet, zum Unterschied vom ursprünglichen Neutron n). Es steht daher grundsätzlich noch für eine zweite Reaktion am 6Li zur Verfügung. Der Nachteil der 7Li-Reaktion ist jedoch ihre hohe Energieschwelle. Diese hat zur Folge, dass in den moderneren Entwürfen wegen des Neutronenspektrums im Blanket die 7Li-Brutreaktion nur eine geringe Rolle spielen kann. Daher wird die Verwendung von Lithium vorgesehen, das auf bis zu 90 % 6Li angereichert ist.  Die exotherme und daher mit langsamen Neutronen mögliche Brutreaktion am 6Li hat den Nebeneffekt eines beachtlichen Energiegewinns von 4,8 MeV, der zur Energieausbeute der Fusionsreaktion hinzukommt. Über den Anreicherungsgrad des Lithiums kann dann das Tritium-Brutverhältnis ein- und nachgeregelt werden.

### Neutronenvermehrung
Mit den Fusionsneutronen allein ist ein Tritiumbrüten mit Überschuss nicht möglich, denn die Fusionsreaktion liefert pro verbrauchtem Fusionspaar (ein Tritium- und ein Deuteriumatom) nur genau ein Neutron. Ein Teil der Neutronen geht durch Absorption im Strukturmaterial und durch Leckage nach außen verloren. Auch kann das erzeugte Tritium nicht vollständig extrahiert werden, ein kleiner Anteil zerfällt radioaktiv.
Kommerzielle Fusionsreaktoren müssen so ausgelegt werden, dass trotz der genannten Verluste eine leichte Tritium-Überproduktion möglich ist. Deshalb müssen die Neutronen im Blanket um etwa 30 % bis 50 % vermehrt werden. Hierzu eignet sich die (n,2n)-Kernreaktion an Beryllium oder Blei, da sie an diesen Materialien relativ niedrige Energieschwellen hat. Beispielsweise ist die (n,2n)-Kernreaktion am Beryllium 
{\displaystyle \mathrm {\,^{9}Be+n\rightarrow 2\,\,^{4}He+2\,n-1{,}57\;MeV} }.
Beide freigesetzten Neutronen haben viel geringere Energien als die Fusionsneutronen (das leichte Nuklid Beryllium wirkt zusätzlich auch als Moderator), können aber durch Reaktion mit 6Li Tritium erzeugen.

## Energiebilanz
Der genaue Nutzenergiegewinn pro Fusionsreaktion hängt etwas von der Blanketkonstruktion ab. Die anfängliche Energie des Fusionsneutrons beträgt im Mittel 14,1 MeV. Hinzu kommen 4,8 MeV aus der 6Li-Brutreaktion. Abzuziehen ist für einen Großteil der Fusionsneutronen der Energieverlust der Neutronenvermehrungs-Reaktion (rund 2 MeV) sowie Energiebeträge, die in sonstigen, unvermeidlichen Neutronenabsorptionen verloren gehen, soweit sie sich technisch nicht als Wärme nutzen lassen. 
Die detaillierte Analyse eines DEMO-Entwurfs mit heliumgekühltem Lithium-Blei-Blanket (siehe unten) ergab eine Energiemultiplikation von 1,17, also pro einzelner DT-Reaktion im Mittel eine nutzbare Energie von etwa 16,5 MeV.

## Abschirmung
Die zum Tritiumbrüten dienenden Blanketteile, die direkt hinter der dem Plasma zugekehrten „ersten Wand“ liegen, schwächen den totalen Neutronenfluss nur um rund einen Faktor 10 ab; allerdings ist das Energiespektrum der Neutronen dahinter „weicher“ als in der ersten Wand, da der größte Teil der kinetischen Energie der Neutronen in diesem Teil abgegeben wird. Die ausreichende Abschirmung der dahinter gelegenen Teile ist die dritte Aufgabe des Blankets, denn verbleibende schnelle Neutronen  erzeugen durch elastische Streuung Versetzungsschaden und durch Kernreaktionen radioaktive Nuklide infolge Neutronenaktivierung, die ebenfalls möglichst gering gehalten werden muss. Am wichtigsten ist die Minimierung von Strahlenschäden in den Magnetspulen, sowohl in den Supraleiter-Fasern als auch in dem sie zur Stabilisierung umgebenden Kupfer.

## Technische Blanketkonzepte
In den ältesten Konzepten für Fusionskraftwerke, etwa bis 1980, war das Blanket ein mit reinem Lithium gefüllter Tank. Die Kühlung (Energieabfuhr) konnte durch ein getrenntes, in Rohren geführtes Kühlmittel erfolgen, oder das Lithium konnte als Flüssigmetall selbst zugleich Kühlmittel sein, indem es mittels Pumpen durch Wärmetauscher umgewälzt wurde.
Metallisches Lithium wirkt jedoch, insbesondere als heiße Schmelze, korrosiv auf andere Metalle und stellt ein Sicherheitsrisiko dar, denn es reagiert chemisch heftig mit Luft oder Wasser, ähnlich dem Kühlmittel Natrium in Spaltungs-Brutreaktoren. Die Lithiummenge im Fusionsreaktor wäre viel größer als die Natriummenge eines Spaltungsbrutreaktors gleicher Leistung. In den realistischeren Blanketkonzepten wird deshalb
- entweder eine keramische Lithiumverbindung (Oxid, Carbonat oder Silikat) als Brutmaterial vorgesehen, zusammen mit Beryllium zur Neutronenvermehrung und Helium als Kühlmittel,
- oder eine flüssige Blei-Lithium-Legierung, die als Neutronenvermehrer und Brutmaterial zugleich wirkt und chemisch viel weniger aggressiv als reines Lithium ist. Dieses Flüssigmetall könnte auch die Rolle des Kühlmittels übernehmen; allerdings führt dies im Magnetfeld des Fusionsreaktors zu Schwierigkeiten wegen der magnetohydrodynamischen Bremsung der Strömung. Einfacher realisierbar erscheinen daher Konzepte mit unbewegtem Blei-Lithium und getrenntem Kühlkreislauf mit z. B. Wasser oder Helium.

## Blanketmodule für ITER
Die Versuchsanlage ITER wird noch kein Leistungsreaktor sein. Nutzung der gewonnenen Energie und Erbrüten von Tritium entfallen hier, jedoch werden Versuchskonstruktionen von Leistungsreaktorblankets erprobt werden. Diese Blanketmodule für ITER bestehen strukturell aus Chrom-Nickel-Edelstahl sowie zur besseren Wärmeleitung aus Kupfer. Tiefe Schlitze in poloidaler Richtung vermindern Wirbelströme und die damit einhergehenden mechanischen Lasten.